# Aphrophora straminea
Aphrophora straminea är en insektsart som beskrevs av Kato 1932. Aphrophora straminea ingår i släktet Aphrophora och familjen spottstritar. Inga underarter finns listade i Catalogue of Life.